# Las cuecas de Ángel Parra y Fernando Alegría
Las cuecas de Ángel Parra y Fernando Alegría es un álbum de estudio del cantautor chileno Ángel Parra en conjunto con el escritor Fernando Alegría. Fue lanzado originalmente en 1967 por el sello Arena, y corresponde al quinto álbum oficial de Ángel Parra.

## Lista de canciones
Todas las letras escritas por Fernando Alegría, toda la música compuesta por Ángel Parra. 
| Las cuecas de Ángel Parra y Fernando Alegría |                                                 |          |  |
| N.º                                          | Título                                          | Duración |  |
| 1.                                           | «La cueca a go-go»                              |          |  |
| 2.                                           | «Las minifaldas»                                |          |  |
| 3.                                           | «Los cardiacos»                                 |          |  |
| 4.                                           | «Los astronautas»                               |          |  |
| 5.                                           | «Los incendios»                                 |          |  |
| 6.                                           | «La cueca de los viejos verdes»                 |          |  |
| 7.                                           | «Libertad bajo fianza» (con Fernando Alegría)   |          |  |
| 8.                                           | «El país del movimiento» (con Fernando Alegría) |          |  |